# Canotaj la Jocurile Olimpice de vară din 1980

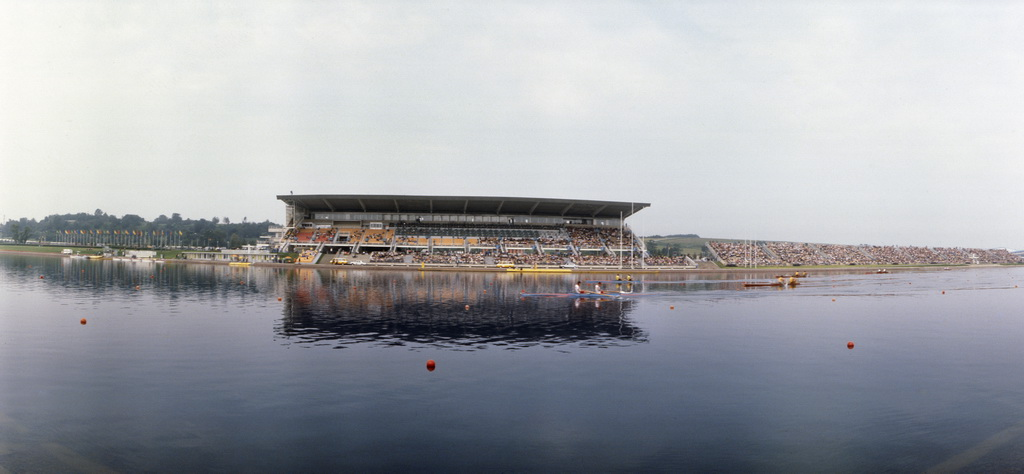
Canalul de canotaj din Krîlatskoe

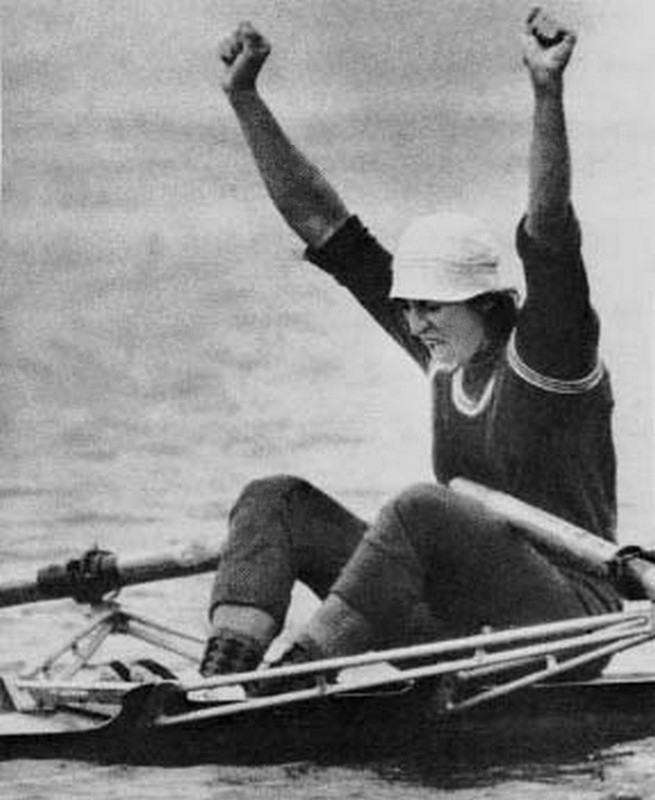
Sanda Toma a câștigat medalia de aur

Probele sportive de canotaj la Jocurile Olimpice de vară din 1980 s-au desfășurat în perioada 20 – 27 iulie 1980 la Canalul de canotaj din Krîlatskoe.

## Rezultate

### Masculin
| Probă                           | Aur | Argint | Bronz |
| Simplu vâsle detalii            | Pertti Karppinen (FIN) | Vasil Iakușa (URS) | Peter Kersten (GDR) |
| Dublu vâsle detalii             | Joachim Dreifke Klaus Kröppelien (GDR) | Zoran Pančić Milorad Stanulov (YUG) | Zdeněk Pecka Václav Vochoska (TCH) |
| Patru vâsle detalii             | Germania de Est (GDR) · Frank Dundr · Carsten Bunk · Uwe Heppner · Martin Winter                                                                                                | Uniunea Sovietică (URS) · Iuri Șapocika · Evgheni Barbakov · Valerih Kleșniov · Mîkola Dovhan                                                                                     | Bulgaria (BUL) · Mincio Nikolov · Liubomir Petrov · Ivo Rusev · Bogdan Dobrev |
| Dublu rame fără cârmaci detalii | Bernd Landvoigt Jörg Landvoigt (GDR) | Iuri Pimenov Nikolai Pimenov (URS) | Charles Wiggin Malcolm Carmichael (GBR) |
| Dublu rame cu cârmaci detalii   | Germania de Est (GDR) · Harald Jährling · Friedrich-Wilhelm Ulrich · Georg Spohr (c)                                                                                            | Uniunea Sovietică (URS) · Viktor Pereverzev · Gennadi Kryuçkin · Aleksandr Lukianov (c)                                                                                           | Iugoslavia (YUG) · Duško Mrduljaš · Zlatko Celent · Josip Reić (c) |
| Patru rame fără cârmaci detalii | Germania de Est (GDR) · Siegfried Brietzke · Andreas Decker · Stefan Semmler · Jürgen Thiele                                                                                    | Uniunea Sovietică (URS) · Aleksei Kamkin · Valeri Dolinin · Aleksandr Kulagin · Vitali Eliseev                                                                                    | Marea Britanie (GBR) · John Beattie · Ian McNuff · David Townsend · Martin Cross |
| Patru rame cu cârmaci detalii   | Germania de Est (GDR) · Dieter Wendisch · Walter Dießner · Ullrich Dießner · Gottfried Döhn · Andreas Gregor (c)                                                                | Uniunea Sovietică (URS) · Artūrs Garonskis · Dimants Krišjānis · Dzintars Krišjānis · Žoržs Tikmers · Juris Bērziņš (c)                                                           | Polonia (POL) · Grzegorz Stellak · Adam Tomasiak · Grzegorz Nowak · Ryszard Stadniuk · Ryszard Kubiak (c)                                                                                         |
| Opt rame cu cârmaci detalii     | Germania de Est (GDR) · Bernd Krauß · Hans-Peter Koppe · Ulrich Kons · Jörg Friedrich · Jens Doberschütz · Ulrich Karnatz · Uwe Dühring · Bernd Höing · Klaus-Dieter Ludwig (c) | Marea Britanie (GBR) · Duncan McDougall · Allan Whitwell · Henry Clay · Chris Mahoney · Andrew Justice · John Pritchard · Malcolm McGowan · Richard Stanhope · Colin Moynihan (c) | Uniunea Sovietică (URS) · Viktor Kokoșîn · Andrii Tișcenko · Oleksandr Tkacenko · Jonas Pinskus · Jonas Narmontas · Andrei Luhin · Oleksandr Manțevîci · Ihar Maistrenka · Hrîhorii Dmîtrenko (c) |

### Feminin
| Probă                          | Aur | Argint | Bronz |
| Simplu vâsle detalii           | Sanda Toma (ROM) | Antonina Zelikovici (URS) | Martina Schröter (GDR) |
| Dublu vâsle detalii            | Elena Hloptseva Larisa Popova (URS) | Cornelia Linse Heidi Westphal (GDR) | Olga Homeghi Valeria Răcilă (ROM) |
| Patru vâsle cu cârmaci detalii | Germania de Est (GDR) · Sybille Reinhardt · Jutta Ploch · Jutta Lau · Roswietha Zobelt · Liane Buhr (c)                                                                         | Uniunea Sovietică (URS) · Antonina Pustovit · Elena Matievskaia · Olga Vasilcenko · Nadejda Liubimova · Nina Ceremisina (c)                                                                 | Bulgaria (BUL) · Mariana Serbezova · Rumeleana Bonceva · Dolores Nakova · Anka Bakova · Anka Gheorghieva (c)                                                                  |
| Dublu rame detalii             | Ute Steindorf Cornelia Klier (GDR) | Małgorzata Dłużewska Czesława Kościańska (POL) | Sika Barbulova Stoianka Kurbatova (BUL) |
| Patru rame cu cârmaci detalii  | Germania de Est (GDR) · Ramona Kapheim · Silvia Fröhlich · Angelika Noack · Romy Saalfeld · Kirsten Wenzel (c)                                                                  | Bulgaria (BUL) · Ginka Giurova · Mariika Modeva · Rita Todorova · Iskra Velinova · Nadia Filipova (c)                                                                                       | Uniunea Sovietică (URS) · Maria Fadeeva · Galina Sovetnikova · Marina Studneva · Svetlana Semionova · Nina Ceremisina (c)                                                     |
| Opt rame cu cârmaci detalii    | Germania de Est (GDR) · Martina Boesler · Christiane Knetsch · Gabriele Kühn · Karin Metze · Kersten Neisser · Ilona Richter · Marita Sandig · Birgit Schütz · Marina Wilke (c) | Uniunea Sovietică (URS) · Maria Paziun · Olga Pivovarova · Nina Preobrajenskaia · Nadejda Prișcepa · Tatiana Stetsenko · Elena Tereșina · Nina Umaneț · Valentina Julina · Nina Frolova (c) | România (ROM) · Angelica Aposteanu · Elena Bondar · Florica Bucur · Maria Constantinescu · Rodica Frîntu · Ana Iliuță · Rodica Pușcatu · Marlena Zagoni · Elena Dobrițoiu (c) |

## Clasament pe medalii
| Loc   | Țară              | Aur | Argint | Bronz | Total |
| ----- | ----------------- | --- | ------ | ----- | ----- |
| 1     | Germania de Est   | 11  | 1      | 2     | 14    |
| 2     | Uniunea Sovietică | 1   | 9      | 2     | 12    |
| 3     | România           | 1   | –      | 2     | 3     |
| 4     | Finlanda          | 1   | –      | –     | 1     |
| 5     | Bulgaria          | –   | 1      | 3     | 4     |
| 6     | Marea Britanie    | –   | 1      | 2     | 3     |
| 7     | Iugoslavia        | –   | 1      | 1     | 2     |
| 7     | Polonia           | –   | 1      | 1     | 2     |
| 9     | Cehoslovacia      | –   | –      | 1     | 1     |
| Total | Total             | 14  | 14     | 14    | 42    |